# Mark Jenkins

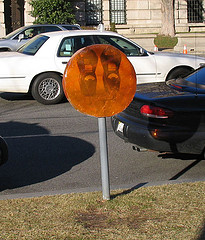
Installation issue de la série Meterpops

Mark Jenkins, né le 7 octobre 1970 à Fairfax, aux États-Unis, est un street-artist américain, principalement connu pour ses installations de rue, commencées en 2003. Il a en particulier développé une technique qui consiste à mouler des formes (le plus souvent des corps) avec du ruban adhésif transparent. Il vit actuellement à Washington, D.C. mais travaille dans les rues du monde entier.

## Projets d'installations de rue
- Tape Men : il s'agit de la première série de l'artiste, qui consiste en l'installation de moulages de son corps en ruban d'emballage transparent dans les rues de Rio de Janeiro, puis plus tard de Washington, D.C..

- Storker : cette série, toujours en cours, est constituée de bébés en ruban adhésif transparent (moulés à partir de poupées), disséminés dans l'espace urbain comme s'il en pleuvait, dans le cadre d'un "mouvement de propagation des espèces". Il en a été installé plus de 100, dans différentes villes du monde.

- Embed Bodies: ce projet, toujours en cours, est caractérisé par l'installation de moulages de corps grandeur nature pourvus de vêtements pour créer des sculptures réalistes que l'artiste installe dans l'environnement urbain dans différentes positions : collés à des cônes de Lübeck, dans des sacs poubelles, intégrés au mobilier urbain, etc. Il filme ensuite la réaction des gens confrontés à ses installations[2].

- Meterpops : l'objet est d'installer des ronds transparents colorés sur les parcmètres de l'Independance Avenue de Washington, D.C., devant le département de l'Énergie, afin de leur donner l'apparence de sucettes géantes. Cette série a été réalisée en 2005.

- Traffic-Go-Round : cette installation a été faite sur le rond-point Thomas Circle, dans la capitale américaine. L'artiste a installé des moulages de petits chevaux sur les lampadaires autour de la place, dans le sens inverse de celui de la circulation, pour donner l'impression aux automobilistes que les chevaux tournaient comme dans un carrousel. L'installation date de 2007.

- Jesus : il s'agit d'une collaboration entre Mark Jenkins et le Graffiti Research Lab. Deux sculptures en ruban adhésif transparent d'un enfant crucifié ont été équipés de LED et accrochés à un lampadaire de New York.

## Cote
En juin 2015, une sculpture représentant un buste, de la série Tape men, réalisée en 2014 et faite de bandes de plâtre, a été vendue 7 400 € à l'hôtel Drouot à Paris.

## Expositions collectives
Mark Jenkins comptait parmi les artistes représentés au musée du Graffiti de L'Aérosol à Paris de 2017 à 2018 pour l'exposition Maquis-art Hall of Fame organisé par Maquis-art, et à l'exposition "Conquête urbaine" au Musée des Beaux-Arts de Calais en 2019.